# Virginia Slims of Indianapolis ottobre 1985
Il Virginia Slims of Indianapolis dell'ottobre 1985 è stato un torneo di tennis giocato sul sintetico indoor. È stata la 6ª edizione del torneo, che fa parte del Virginia Slims World Championship Series 1985. Si è giocato ad Indianapolis negli USA dal 7 al 13 ottobre 1985.

## Campionesse

### Singolare
Bonnie Gadusek ha battuto in finale  Pam Casale con il punteggio di 6–0, 6–3

### Doppio
Bonnie Gadusek /  Mary Lou Daniels hanno battuto in finale  Penny Barg /  Sandy Collins con il punteggio di 6–1, 6–0